# Vlastimil Hofman
Vlastimil Hofman (10. března 1914 Praha – ?) byl český akademický malíř a ilustrátor. V letech 1936–1937 sloužil jako voják základní služby v posádce Nitra pod velením pplk. Štefana Schwarze. Z tohoto období pochází několik jeho prvotin různých motivů, včetně Prahy (Karlův most a Malá Strana v pozadí s hradem). Celkem se jedná o 11 olejomaleb a 3 kresby tužkou. V letech 1939–1943 studoval na Uměleckoprůmyslové škole v Praze a po skončení druhé světové války v letech 1945–1946 na Akademii výtvarných umění v Praze.

## Z knižních ilustrací
- Arturo Carotti: Špaček a Nin (1950)
- Karel Vladimír Hloch: Chléb na vodách (1944)
- Helena Hodačová: Vůně léta (1944)
- Jiří Mařánek: Neviditelný rytíř (1947)
- Alois Musil: Světcův démant (1945)
- Mirko Pašek: Ebenová karavana (1959)
- Donát Šajner: Na motiv z Oněgina (1946)
- Frank Tetauer: Zpovědník (1941) – obálka